# Sedum bergeri
Sedum bergeri är en fetbladsväxtart som beskrevs av R.-hamet. Sedum bergeri ingår i Fetknoppssläktet som ingår i familjen fetbladsväxter. Inga underarter finns listade i Catalogue of Life.